# 엔도 유키오
엔도 유키오(일본어: 遠藤 幸雄, 1937년 1월 18일 ~ 2009년 3월 25일)는 전 일본의 체조 선수였다.
아키타현 출신으로 1960년부터 1968년까지 하계 올림픽 단체전 3연승을 하였으며, 도쿄 올림픽에서는 평행봉과 개인 종합 운동을 우승하기도 하였다. 1962년 세계 선수권 대회에서는 마루 운동에서 금메달을 포함하여 6개의 개인적 메달을 획득하였다.
4회의 국내 선수권 개인 종합 운동을 우승하기도 한 엔도는 1999년 국제 체조 명예의 전당에 헌액되었다. 그러나 72세의 나이에 식도암으로 사망하였다.

## 같이 보기
- 올림픽 다관왕 목록